# Д-15 (вітряк)

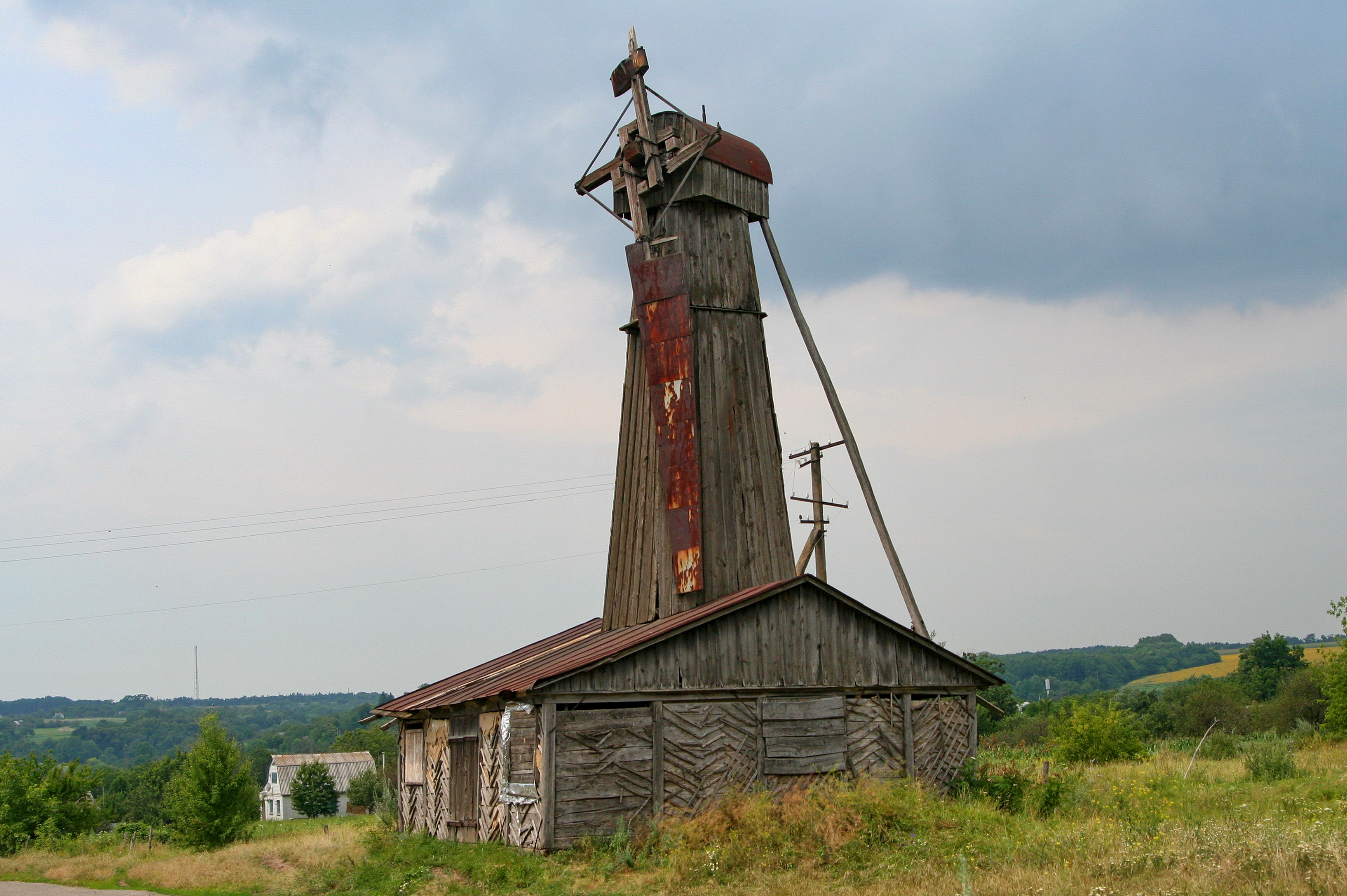
Вітряк у селі Грищинці, Канівський район, Черкащина

Вітряки типу Д-15 — дерев'яно-металеві вітряні млини шатрового (голландського) типу, розроблені Володимиром Стрільцем на початку 50-х років ХХ століття. Конструктивно прості у виготовленні, мають гарні показники потужності, ефективності, надійності та економії виробничих матеріалів.

## Історія

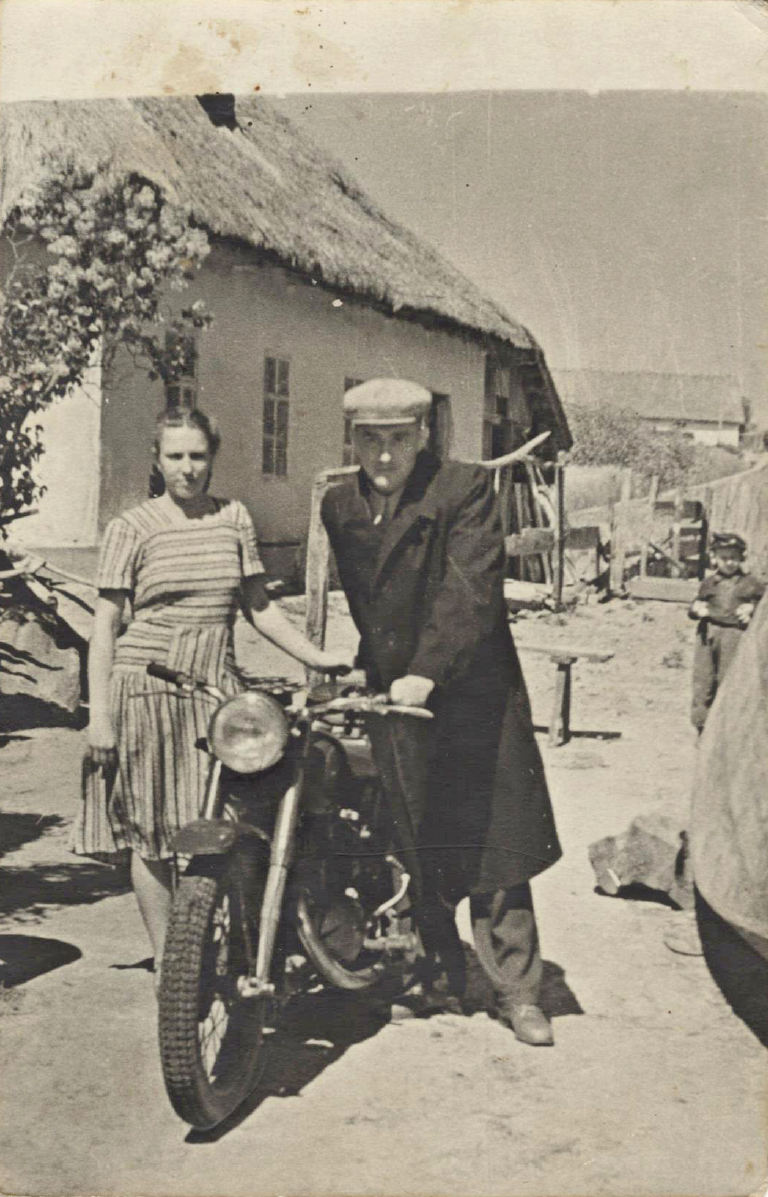
Володимир Стрілець з дружиною біля будинку, де мешкали під час зведення вітряка у Бобриці. Червень 1955 року

В середині ХХ століття у колгоспах СРСР широко використовувались вітродвигуни різних типів. Вони дозволяли з невеликими витратами механізувати різні трудомісткі роботи, наприклад, переробка кормів, виготовлення борошна, водопостачання, зрошення, розпил деревини. Втім, тодішні конструкції вітряків мали ряд суттєвих недоліків, які обмежували їх застосування у сільському господарстві. Досліджуючи існуючі механізми, винахідник з Канівщини Володимир Стрілець дійшов висновку, що їх можна значно спростити та водночас збільшити продуктивність млина. Разом з батьком Трохимом він розробив швидкохідний вітродвигун Д-15 спрощеної конструкції, який мав хороші аеродинамічні якості та міг бути побудованим з місцевих матеріалів силами звичайних колгоспних майстерень. У 1954 році винахід Володимира Стрільця отримав малу золоту медаль на ВСГВ СРСР. Авторська книга з описом та кресленнями вітродвигуна видавалась двічі в СРСР, пізніше була перекладена на китайську та друкувалась у КНР.

## Конструкція

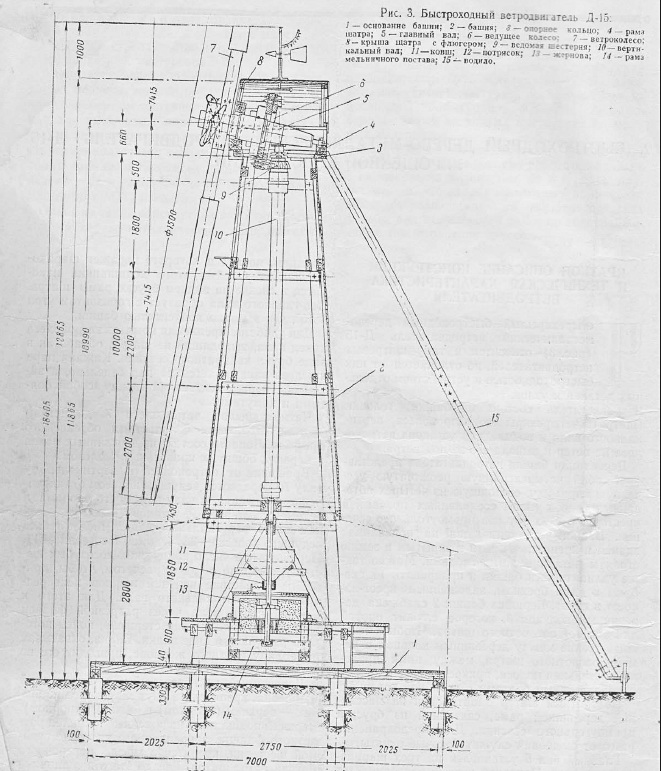
Вітродвигун Д-15. Схематичне креслення

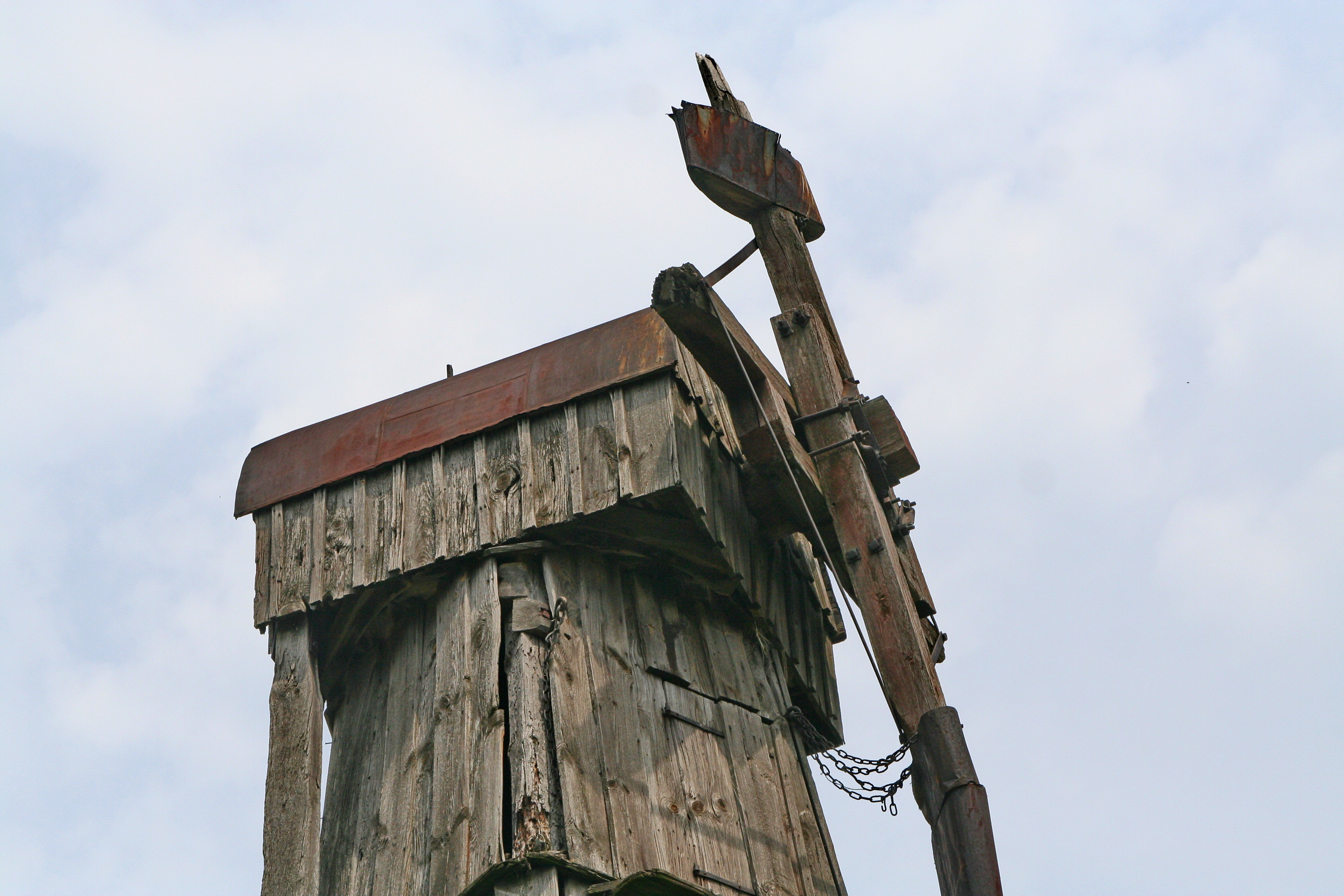
Голова вітряка

Чотирикрилий дерево-металевий вітродвигун Д-15 відноситься до млинів шатрового типу, але відрізняється швидкохідністю та конструкцією окремих вузлів. Вітряк складається з башти, голови (шатра), чотирикрилого вітроколеса, вертикального вала та правила-воротила.

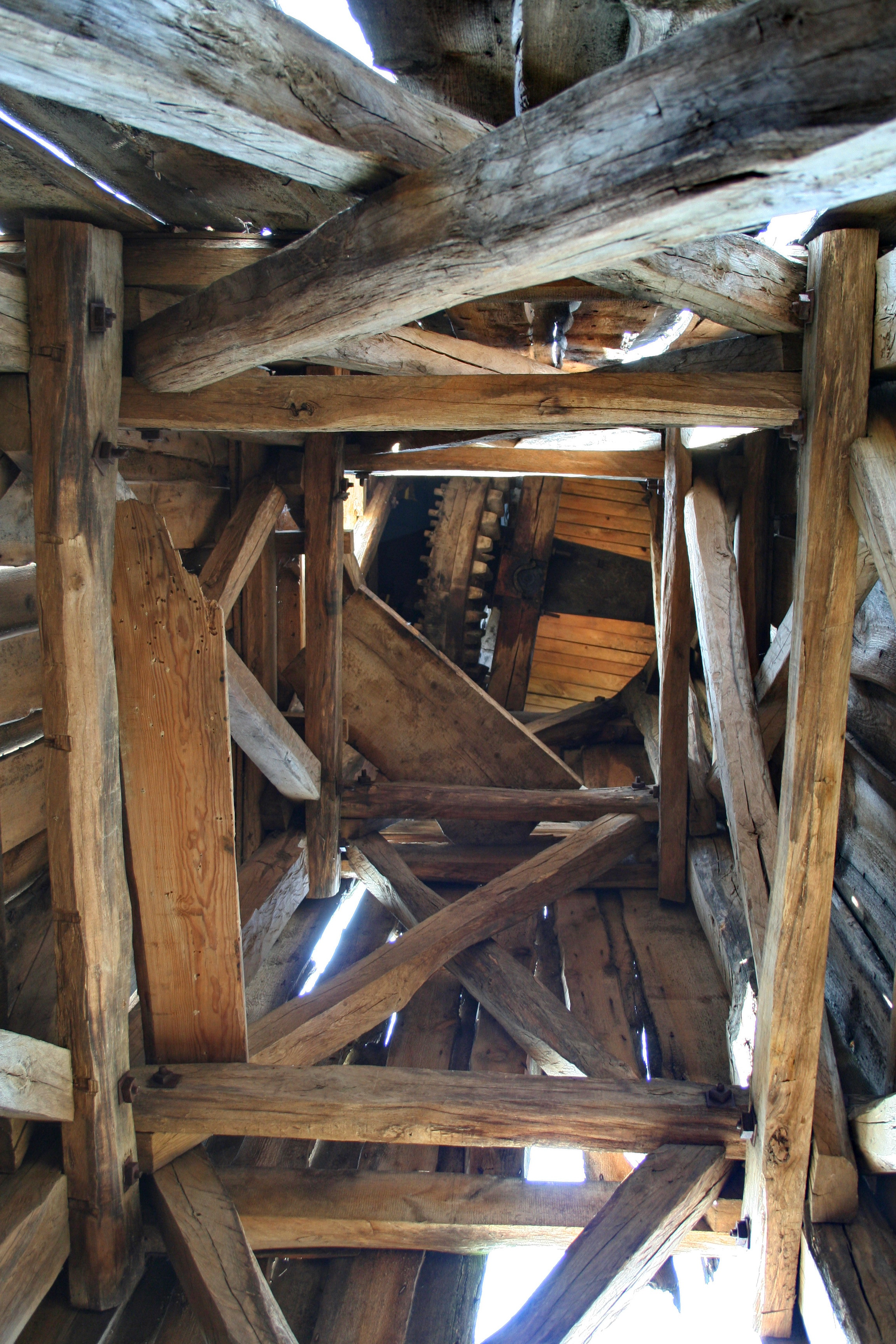
Башта зсередини. Вал відсутній

Дерев'яна башта вітродвигуна являє собою чотиригранну ґратчасту зрізану піраміду, що складається з чотирьох обтесаних колод (ніг), з'єднаних поясами та хрестовинами із брусів прямокутного перерізу. Башта встановлюється на підвалинах будівлі та кріпиться до них і, до закопаних в ґрунт стояків, металевими скобами. На вершині башти знаходиться дерев'яне кільце, яке є опорою для рами поворотного шатра. Для зменшення тертя між дерев'яним кільцем та рамою поворотного шатра, укладена сталева смуга, що приєднується до кільця металевими болтами.
Поворотне шатро змонтоване на масивній дерев'яній рамі, утвореної з брусів прямокутного перерізу. Стійкості рамі додають бічні стяжки.

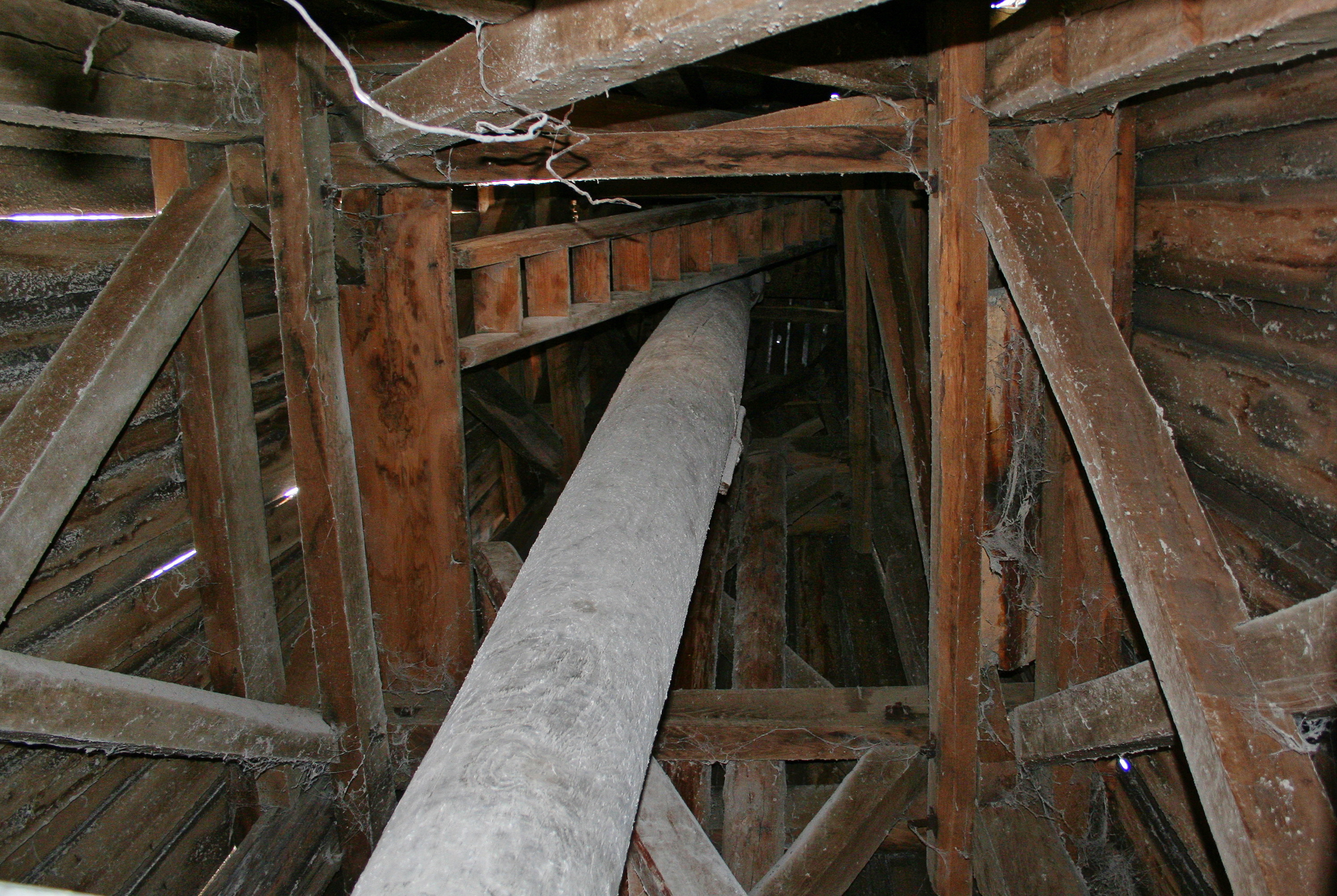
Головний вал

Головний вал встановлений на трьох вальницях. Передня частина вала опирається на дві вальниці, закріплені в гніздах на брусі рами шатра. Задня частина вала закінчується розрізним фланцем, на його палець насаджена третя вальниця. Її обойма знаходиться в гнізді на задньому брусі рами шатра. Вісь головного вала утворює з горизонтом кут 10°, що зумовлено конусністю башти.
Для зручності кріплення крил вітроколеса, кінець вала, що виходить з шатра, оброблений у вигляді бруса квадратного перерізу. Кожна пара крил насаджується на вал окремо, потім вони скріплюються між собою болтами і хомутами.
Чотирикриле вітроколесо діаметром 15 м має лопаті обтічного профілю. Лопаті складаються з дерев'яних махів та нервюр, обшитих покрівельним залізом.

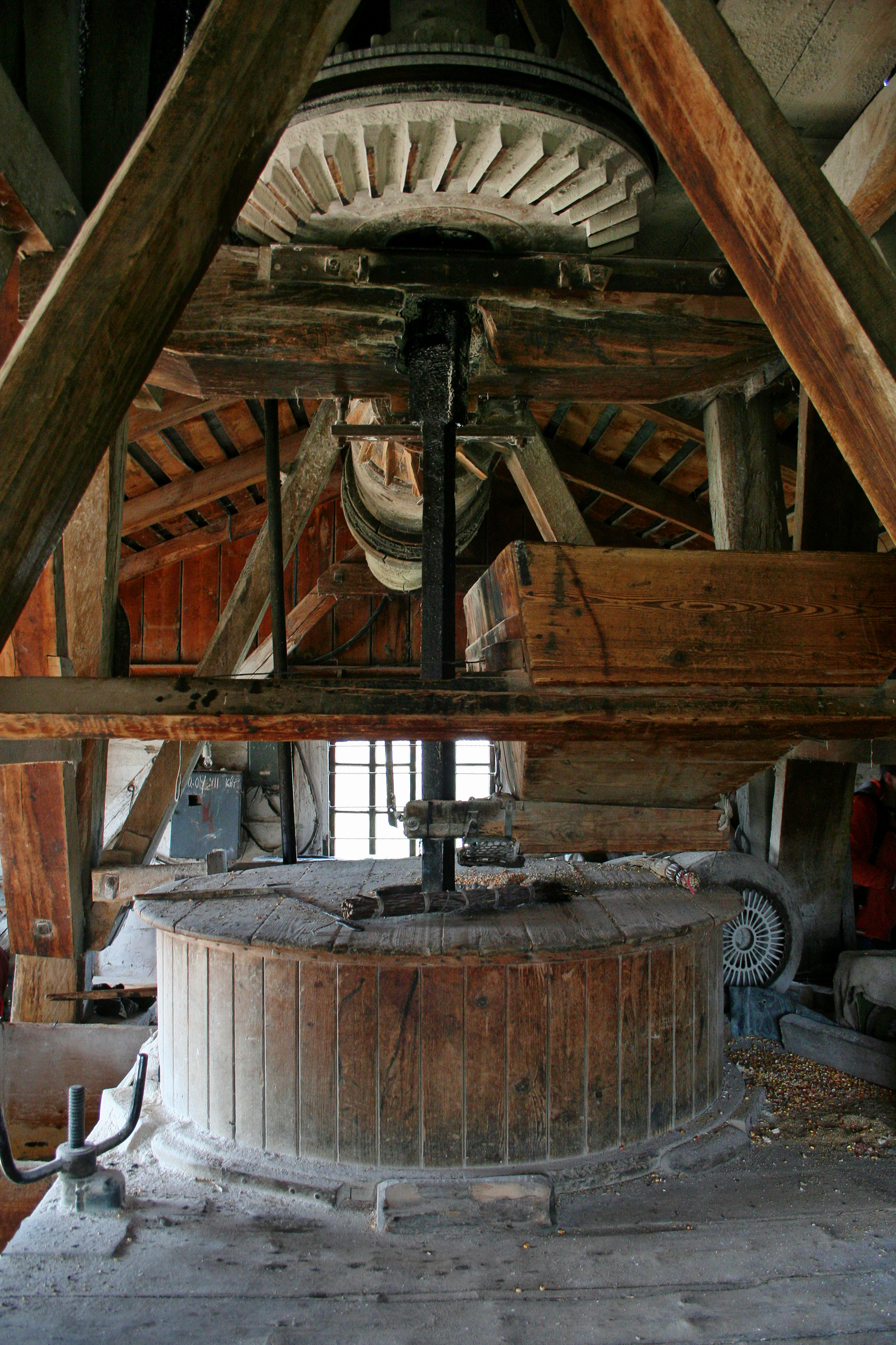
Млиновий постав

Обертання від вітроколеса передається на вертикальний вал ведучим колесом, яке закріплене на головному валу між його опорами і веденою шестернею, встановленою на верхньому кінці вертикального валу. Ведуче колесо має 36 зубців, ведена шестерня — 11. Передавальне число конічних косозубих шестірень розраховується так, щоб приводити в дію верхні жорна безпосередньо від вертикального вала. Для цього у нижній частині вала через розрізний фланець кріпиться металевий стрижень, кінець якого має форму вилки. Вилка, охоплюючи порплицю верхнього жорна, надає йому обертального руху.
Дерев'яний вертикальний вал, виточений з колоди, кріпиться на двох вальницях — верхній (опорній) та нижній (упорній). Верхня вальниця, насаджена на палець розрізного фланцю, закріпленого в торці веденої шестірні, кріпиться в гнізді поперечного бруса рами шатра. Гніздо цієї вальниці виготовлене окремо від бруса і при регулюванні зачеплення шестерень може зміщуватись в горизонтальній площині. Нижня упорна вальниця встановлюється у гнізді на поперечних брусах першого пояса башти і може регулюватися по висоті за допомогою дерев'яних клинів під поперечними брусами та фіксуючих болтів.
З метою збереження деталей башти, трансмісії та внутрішнього обладнання від опадів, башта вітродвигуна ззовні обшита дошками. Для визначення швидкості та напряму вітру на даху шатра кріпиться флюгер з дошкою Вільда.
Регулювання обертів вітроколеса та потужності вітродвигуна виконується вручну встановленням за вітром вітроколеса або виводом його з-під вітру правилом, яке обертає шатро.
Млиновий постав з жорнами знаходиться суворо по центру башти. Для зручності обслуговування обладнання башта дещо зміщена до задньої стінки будівлі.
У випадках, коли необхідно виконати відбір потужності від вітродвигуна для привода кормоприготувальних та інших машин, встановлюється трансмісія, що складається з пари зубчатих коліс та дерев'яного горизонтального вала зі шківами. Ведуче колесо трансмісії має 32 зубці та кріпиться на нижньому кінці вертикального вала. Заради посилення опору нижнього кінця вертикального вала, упорна вальниця замінюється на радіально-упорну. Ведена шестерня має 16 зубців, кріпиться на валу трансмісії, що встановлюється на двох сферичних вальницях.
Щоб побудувати млин необхідно 13 кубометрів деревини та 575 кг металу. Більша частина деревини йде у вигляді пиломатеріалів. Метал круглого профілю використовується для виготовлення болтів, хомутів, тяг і т. ін., листовий метал — для квадратних гайок, скоб, хомутів.

## Технічні характеристики
- Діаметр вітроколеса: 15 м
- Кількість крил: 4
- Обмахувана площа: 176,5 м2
- Потужність вітродвигуна при швидкості вітру 8 м/с: 22,6 к.с.
- Швидкохідність: 5.2 (відношення кільцевої швидкості кінця лопаті вітроколеса до швидкості вітру (при швидкості вітру 8 м/с)

## Вибір місця для будівництва

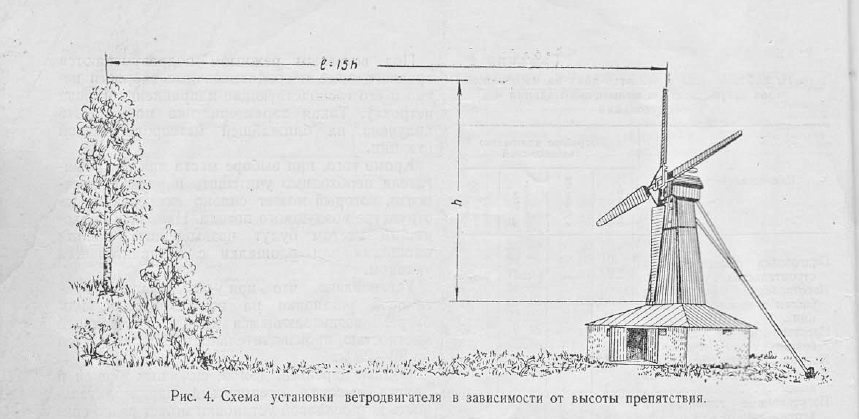
Розташування вітродвигуна в залежності від висоти перешкоди

При виборі місця для зведення вітродвигуна варто керуватись рельєфом місцевості, вітровим режимом та зручністю господарського обслуговування. Відомо, що при розміщенні вітрової установки на пологому схилі чи пагорбі, вищому за навколишню місцевість, її продуктивність збільшується на 20-25 %. В той же час дерева, будинки, силосні башти та інші високі перешкоди різко знижують продуктивність. Щоб запобігти цьому, вітродвигун слід встановлювати на відстані, у 15 разів більшій за висоту перешкоди. Висота перешкоди — відстань від нижньої точки крила до вершини дерева чи будівлі. Перешкоди, незалежно від їх місця знаходження, можуть не враховуватись, якщо їх верхні точки знаходяться на 2-3 м нижче кола, яке описують кінці крил вітроколеса.

## Експлуатація
Без навантаження вітрова установка пускається при швидкості вітру 2 м/с. Навіть при цій швидкості можливе перемелювання невеликої кількості зерна. Розмелювання зерна починається після того як вітроколесо досягне 12-15 обертів на хвилину. Можливість працювати при низькому вітрі дозволяє експлуатувати установку протягом більшої частини року.
При кваліфікованій експлуатації вітросилові установки працюють без ремонту 3-4 роки.

## Поширення
Під керівництвом В. Стрільця у Київській, Полтавській, Черкаській та Кіровоградській областях у 1950—1954 рр. було збудовано 13 вітродвигунів Д-15. На 2020 рік відомі лиш чотири вцілілих вітряки, два з яких ще виробляють борошно, працюючи вже від електроенергії. Всі знаходяться на Черкащині.

#### Канівський район
- Вітряк у селі Грищинці
- Вітряк у селі Прохорівка
- Вітряк у селі Бобриця

#### Золотоніський район
- Вітряк у селі Бубнівська Слобідка

Виготовлення вітродвигунів було налагоджене і у КНР, на Пекінському мостобудівному заводі. Даних про їх кількість немає.

## Статус
Вітряний млин Д-15 є цінним промисловим та культурним надбанням народу України, сміливим та цікавим винаходом з інженерної точки зору. Вцілілі вітряки потребують термінової реставрації. Деякі ще не внесені у реєстр пам'яток культурної спадщини.

## Галерея

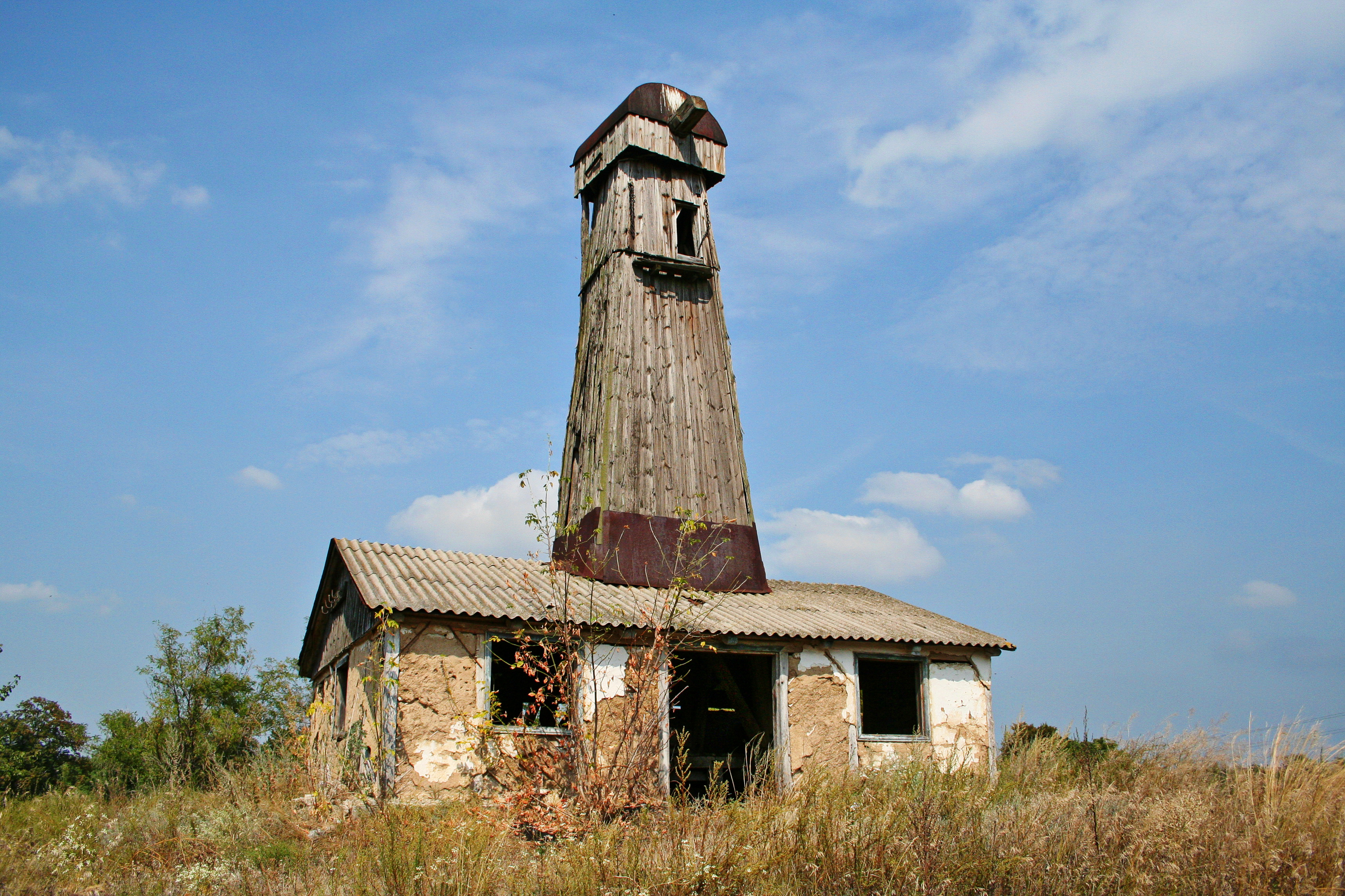
Вітряк Д-15, село Бобриця
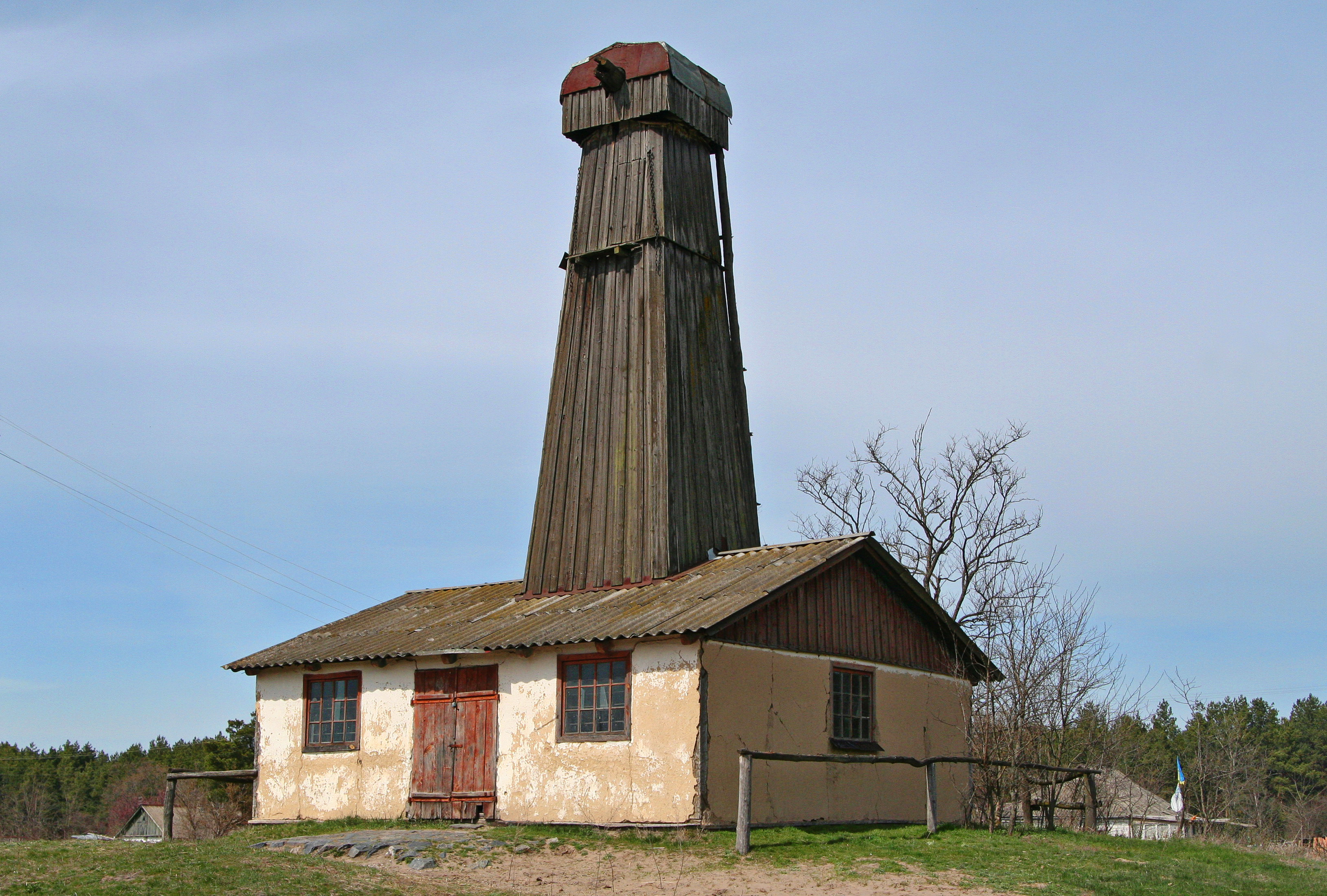
Вітряк Д-15, село Прохорівка
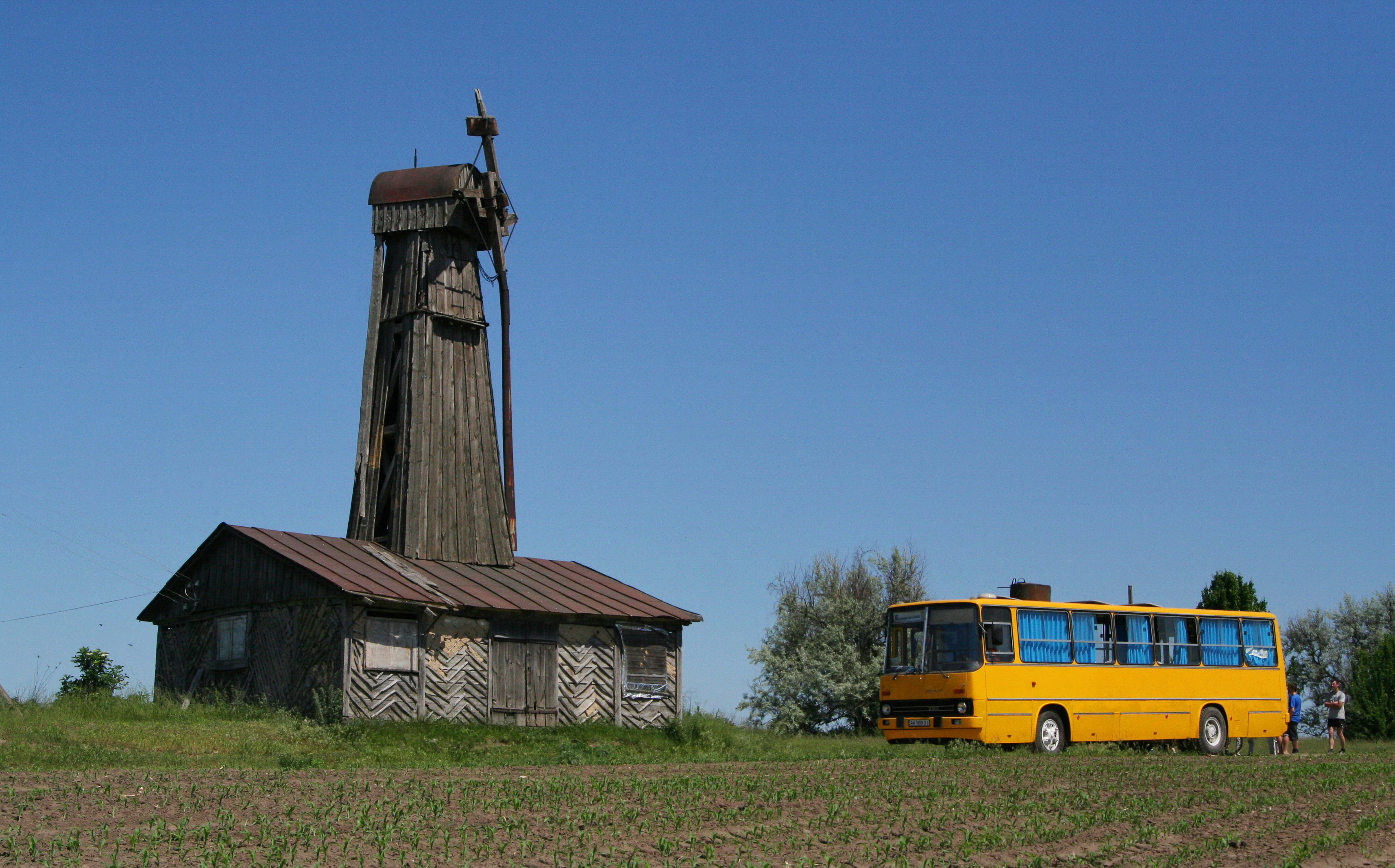
Вітряк Д-15, село Грищинці
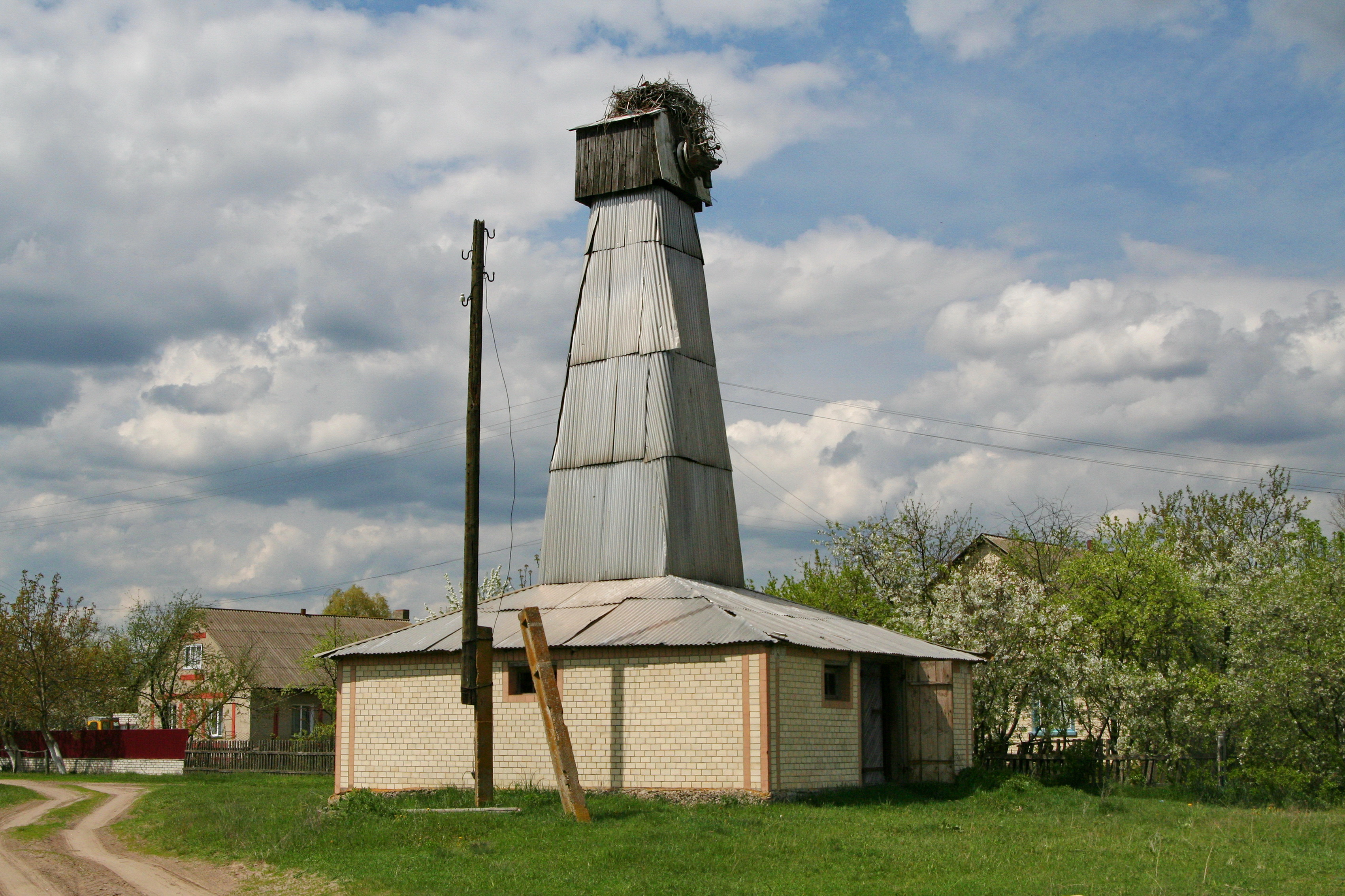
Вітряк Д-15, село Бубнівська Слобідка
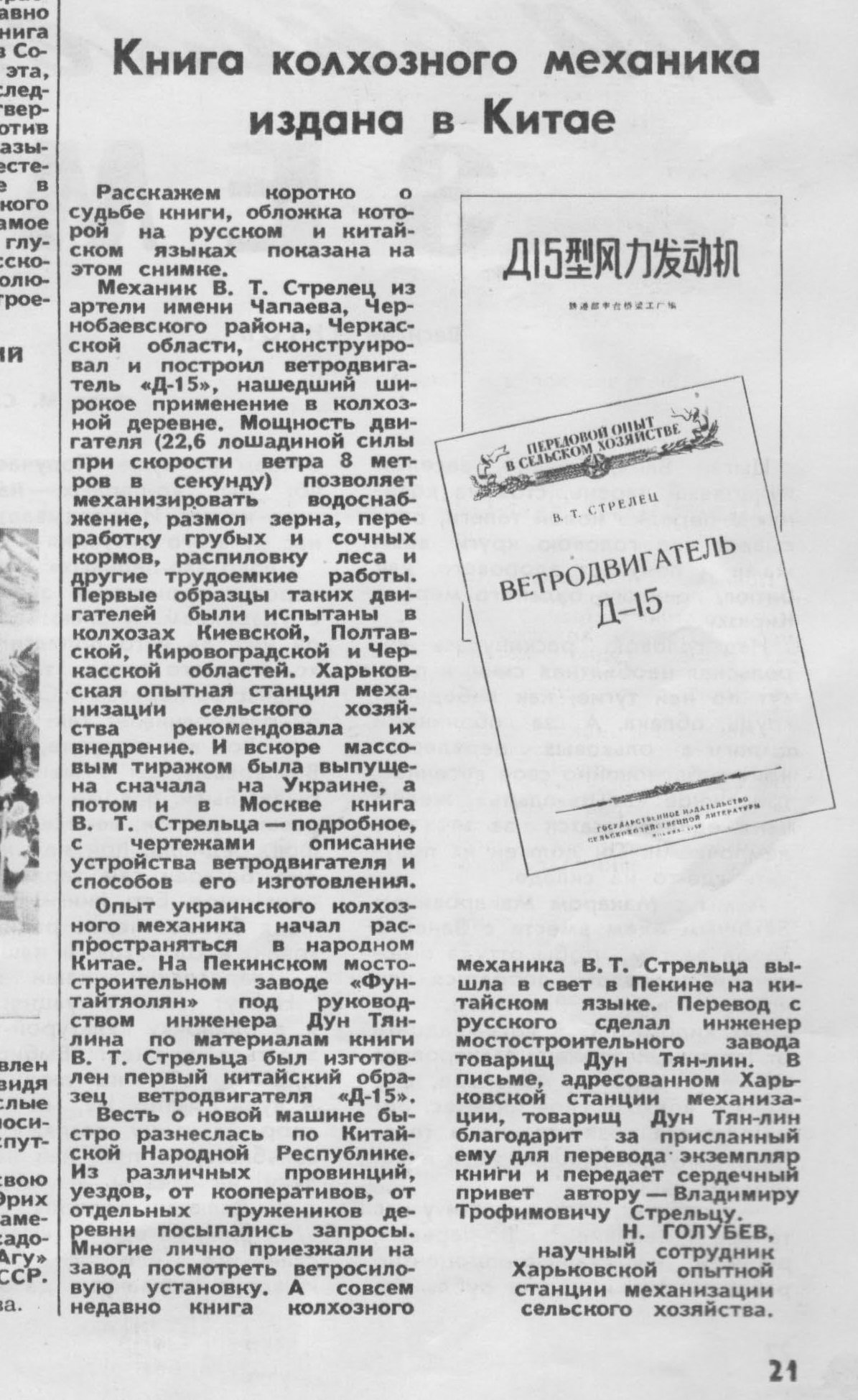
Д-15 у КНР. Стаття з журналу «Огонёк». 1958 рік